# Игл Лејк (Минесота)
Игл Лејк (енгл. Eagle Lake) град је у америчкој савезној држави Минесота.

## Демографија
По попису из 2010. године број становника је 2.422, што је 635 (35,5%) становника више него 2000. године.
| Група             | 2000.         | 2010.         |
| Белци             | 1.722 (96,4%) | 2.272 (93,8%) |
| Афроамериканци    | 12 (0,7%)     | 33 (1,4%)     |
| Азијати           | 10 (0,6%)     | 19 (0,8%)     |
| Хиспаноамериканци | 25 (1,4%)     | 67 (2,8%)     |
| Укупно            | 1.787         | 2.422         |